# آلاپ
آلاپ (به مجاری: Alap) یک سکونتگاه مسکونی در مجارستان است که در فیر واقع شده‌است.